# Этринген (Вертах)
Этринген (нем. Ettringen) — община в Германии, в земле Бавария.
Подчиняется административному округу Швабия. Входит в состав района Нижний Алльгой. Население составляет 3247 человек (на 31 декабря 2010 года). Занимает площадь 41,52 км².